# Новарра, Вальтрауд
Вальтрауд Новарра (нем. Waltraud Nowarra; при рождении Шамайтат (нем. Schameitat); 14 ноября 1940, Кошалин — 27 октября 2007, Дрезден) — немецкая шахматистка, международный мастер среди женщин (1966).
Многократная чемпионка ГДР.
В составе сборной ГДР участница 4-х Олимпиад (1963—1972).

## Изменения рейтинга
| Графики недоступны из-за технических проблем. См. информацию на Фабрикаторе и на mediawiki.org. |